# Anne de Romans
Anne Couppier de Romans (19 de junio de 1737-27 de diciembre de 1808), baronesa de Meilly-Coulonge y marquesa de Cavanac, fue amante del rey Luis XV de Francia desde 1760 hasta 1765.

## Biografía
Era hija del burgués Jean-Joseph Couppier de Romans, miembro de una familia perteneciente a la pequeña nobleza de Grenoble.
Introducida en la corte por su hermana Madame Varnier, Anne fue presentada al rey en 1759, sirviendo como dama de honor de la princesa Adelaida. Convertida en su amante al año siguiente, Anne, llamada la grande por el monarca, se negó a vivir en el Parque de los ciervos, siendo alojada en una mansión situada en la rue du village en Passy y concediéndole Luis XV el título de baronesa de Meilly-Coulonge. Fruto de esta relación, Anne dio a luz a un vástago del rey, Louis-Aimé de Bourbon (1762-1787), abate de Borbón, único hijo ilegítimo en ser reconocido por el monarca. 
Louise-Jeanne Tiercelin de La Colleterie, nueva amante de Luis XV, dio a luz a un hijo del monarca el 7 de febrero de 1764, perdiendo Anne en diciembre de 1765 el favor del rey, quien, cansado de sus exigencias de convertirla en su nueva favorita tras la muerte de Madame de Pompadour, terminó exiliándola en el convento de las Ursulinas de Saint-Denis y separándola de su hijo. Tras su liberación, Anne recibió una pensión anual de 3.000 libras. 
En 1772, bajo la autorización de Luis XV, Anne contrajo matrimonio con Gabriel Guillaume de Siran, marqués de Cavanac, con quien tuvo dos hijos. Pese a sus numerosas peticiones, el rey nunca permitió que Anne viese al hijo de ambos, teniendo la marquesa que conformarse con recibir noticias suyas mediante intermediarios. En 1774, tras la muerte de Luis XV, Anne pudo reencontrarse con su hijo mediante una petición al rey Luis XVI. 
En 1781, Anne fue sorprendida junto a su amante Thomas de Boisgelin de Kerdu, dieciséis años más joven, quien debido a este hecho no pudo continuar con su carrera eclesiástica. En los años previos al estallido de la Revolución francesa, Anne fue, junto a la condesa de Flaghac y la marquesa de Champcenetz, una de las mujeres más conocidas en los salones de la capital. Logró mantenerse a salvo durante la Revolución, muriendo en 1808.